# جانيس كاربينسكي

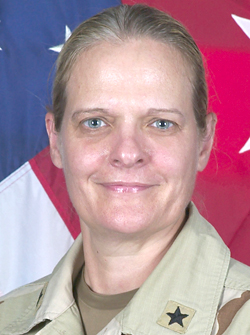
الضابط جانيس كاربينسكي

جانيس كاربينسكي (بالإنجليزية: Janis Karpinski)‏ Janis Karpinski ضابطة أمريكية كانت مسؤولة عن سجن أبو غريب في العراق، وهي الضابط الوحيد برتبة عالية التي تعرضت إلى عقوبات في قضية سوء معاملة المعتقلين في سجن أبو غريب.
اعترفت بأنها شاهدت بأم عينيها مذكرة مشددة موقعة من قبل وزير الدفاع الأمريكي السابق دونالد رامسفيلد تلزم مسؤولي السجن بوجوب استخدام القسوة مع معتقلي سجن أبو غريب.